# (10016) Yugan
(10016) Yugan est un astéroïde de la ceinture principale.

## Description
(10016) Yugan est un astéroïde de la ceinture principale. Il fut découvert le 26 septembre 1978 à Naoutchnyï par Lioudmila Jouravliova. Il présente une orbite caractérisée par un demi-grand axe de 2,46 UA, une excentricité de 0,14 et une inclinaison de 4,6° par rapport à l'écliptique.
Il a été nommé d'après la ville russe de Nefteyugansk.

## Compléments